# Moje własne Idaho
Moje własne Idaho (ang. My Own Private Idaho) – dramat psychologiczny produkcji amerykańskiej w reżyserii Gusa Van Santa z 1991 roku. Scenariusz inspirowany Henrykiem IV Williama Szekspira.
Film zdobył liczne prestiżowe nagrody, między innymi Independent Spirit Award i Volpi Cup na Festiwalu Filmowym w Wenecji. Grający główne role River Phoenix i Keanu Reeves zostali okrzyknięci przez krytykę najlepiej zapowiadającymi się aktorami młodego pokolenia Hollywood.
Dziś film uznawany jest za wybitne arcydzieło kinematografii LGBT, jeden z najlepszych filmów dramatyczno-psychologicznych, jest również czołowym przedstawicielem kina niezależnego.
Traktuje o nietypowym związku pary mężczyzn – narkoleptyka-geja Mike'a Watersa i uprawiającego prostytucję Scotta Favora.
W 2024 roku został wprowadzony do Narodowego Rejestru Filmowego Stanów Zjednoczonych jako film „znaczący kulturowo, historycznie bądź estetycznie”.

## Obsada
- River Phoenix jako Mike Waters
- Keanu Reeves jako Scott Favor
- James Russo jako Richard Waters
- William Richert jako Bob Pigeon
- Rodney Harvey jako Gary
- Chiara Caselli jako Carmela
- Michael Parker jako Digger
- Jessie Thomas jako Denise
- Flea jako Budd
- Grace Zabriskie jako Alena
- Tom Troupe jako Jack Favor
- Udo Kier jako Hans

## Nagrody
- 1991: Międzynarodowy Festiwal Filmowy w Wenecji – dla Rivera Phoenixa w kategorii najlepszy aktor
- 1991: Międzynarodowy Festiwal Filmowy w Wenecji – dla Gusa Van Santa nominacja do Złotego Lwa w kategorii najlepszy reżyser
- 1991: Nagroda FIPRESCI FF w Toronto dla Gusa Van Santa